# フェデリコ・レドンド
フェデリコ・レドンド（Federico Redondo Solari, 2003年1月18日 - ）は、アルゼンチンのプロサッカー選手。U-23アルゼンチン代表。インテル・マイアミCF所属。ポジションはミッドフィールダー。

## 経歴

### クラブ
10歳からアルヘンティノス・ジュニアーズの下部組織に所属。2021年12月17日、2年契約でトップチームとプロ契約を交わした。
2022年7月11日、プリメーラ・ディビシオンのティグレ戦の後半アディショナルタイムに交代出場し、プロデビューを果たした。
2023年4月25日、リーグ第13節のヒムナシア戦でリーグ初ゴールを記録した。
2024年2月23日、MLSのインテル・マイアミに移籍した。

### 代表
2022年5月、U-20アルゼンチン代表に選出され、親善試合のU-20アメリカ戦で世代別代表初出場。

## 人物
アルゼンチン代表選手として活躍したフェルナンド・レドンドを父に持ち、兄もかつてサッカー選手であり、ティグレに所属していた。父親を「史上最高の5番」と絶賛するが、実際にプレーの参考にしているのは「フェルナンド・レドンドの後継者」と呼ばれたフェルナンド・ガゴとのこと。
母方の祖父にホルヘ・ソラーリ、おじにはサンティアゴ・ソラーリ、エステバン・ソラーリらがいる。
2020年、プロデビュー前であったが、ガーディアン紙が選出した「期待のかかる次世代の若手選手」60名に名を連ねている。

## 個人成績

### クラブ
| 国内大会個人成績 | 国内大会個人成績               | 国内大会個人成績 | 国内大会個人成績 | 国内大会個人成績 | 国内大会個人成績 | 国内大会個人成績 | 国内大会個人成績 | 国内大会個人成績   | 国内大会個人成績   | 国内大会個人成績 | 国内大会個人成績 |
| 年度             | クラブ                         | 背番号           | リーグ           | リーグ戦         | リーグ戦         | リーグ杯         | リーグ杯         | オープン杯         | オープン杯         | 期間通算         | 期間通算         |
| 年度             | クラブ                         | 背番号           | リーグ           | 出場             | 得点             | 出場             | 得点             | 出場               | 得点               | 出場             | 得点             |
| アルゼンチン     | アルゼンチン                   | アルゼンチン     | アルゼンチン     | リーグ戦         | リーグ戦         | リーグ杯         | リーグ杯         | アルヘンティーナ杯 | アルヘンティーナ杯 | 期間通算         | 期間通算         |
| ---------------- | ------------------------------ | ---------------- | ---------------- | ---------------- | ---------------- | ---------------- | ---------------- | ------------------ | ------------------ | ---------------- | ---------------- |
| 2022             | アルヘンティノス・ジュニアーズ | 5                | プリメーラ       | 13               | 0                | -                | -                | 0                  | 0                  | 13               | 0                |
| 2023             | アルヘンティノス・ジュニアーズ | 5                | プリメーラ       | 21               | 1                | -                | -                | 3                  | 0                  | 24               | 1                |
| アメリカ         | アメリカ                       | アメリカ         | アメリカ         | リーグ戦         | リーグ戦         | リーグ杯         | リーグ杯         | USオープン杯       | USオープン杯       | 期間通算         | 期間通算         |
| 2024             | インテル・マイアミ             | 55               | MLS              |                  |                  | -                | -                |                    |                    |                  |                  |
| 通算             | アルゼンチン                   | アルゼンチン     | プリメーラ       | 34               | 1                | -                | -                | 0                  | 0                  | 37               | 1                |
| 通算             | アメリカ                       | アメリカ         | MLS              |                  |                  | -                | -                |                    |                    |                  |                  |
| 総通算           | 総通算                         | 総通算           | 総通算           | 13               | 0                | 0                | 0                | 0                  | 0                  | 13               | 0                |